# Alexandre Vincent Pineu Duval
Alexandre Vincent Pineu Duval (ur. 6 kwietnia 1767 w Rennes – zm. 1 września 1842 w Paryżu) – francuski dramaturg.

## Życiorys
Był kolejno marynarzem, architektem, aktorem, dramaturgiem teatralnym i menedżerem.
Był bratem pisarza Amaury Duvala.
Napisał między innymi:
- La Manie d'être quelque chose (1795);
- Le Défenseur officieux  (1795);
- La Jeunesse de Richelieu  (1796);
- Maison à vendre  (1800);
- Édouard en Écosse (1801);
- Guillaume le Conquérant (1803);
- Le Menuisier de Livonie (1805);
- Le Tyran domestique (1805);
- La Jeunesse de Henri V(1806);
- Le Chevalier d'industrie(1809);
- Le Retour d'un Croisé(1810);
- La Manie des grandeurs(1817);
- La Fille d'honneur(1819).
- Le Prisonnier (1796), opera, muzyka Domenico Della-Maria;
- Maison à vendre (1801), opera, muzyka Nicolas Dalayrac;
- Joseph (1807), muzyka Étienne Nicolas Méhul.

Na język polski przetłumaczono:
- Chciwosław (Warszawa 1821)
- Wet-za-wet (Warszawa 1830)